# Hymenoloma crispulum
Hymenoloma crispulum là một loài Rêu trong họ Dicranaceae. Loài này được (Hedw.) Ochyra mô tả khoa học đầu tiên năm 2003.